# Polacantha arcuata
Polacantha arcuata là một loài ruồi trong họ Asilidae. Polacantha arcuata được Martin miêu tả năm 1975.